# Roy Lynes
Pour les articles homonymes, voir Lynes.
Roy Alan Lynes, né le 25 octobre 1943 à Redhill (comté de Surrey, en Angleterre), est un musicien et compositeur britannique, connu pour avoir été le claviériste et chanteur occasionnel du groupe de boogie-hard rock Status Quo.